# Chrześcijańska Unia Ewangelicko-Baptystyczna Włoch
Chrześcijańska Unia Ewangelicko-Baptystyczna Włoch (nazwa włoska: Unione cristiana evangelica battista d'Italia) – baptystyczny związek wyznaniowy istniejący we Włoszech, powołana w 1956 przez włoskie zbory baptystyczne.
Skupia ponad 120 zborów, których historia sięga początków baptyzmu włoskiego (1863). Posiada ponad 15 000 pełnoprawnych członków. Należy do Federacji Kościołów Ewangelickich we Włoszech, Europejskiej Federacji Baptystycznej, Konferencji Kościołów Europejskich, Światowego Związku Baptystycznego i Światowej Rady Kościołów.
Od 1990 Unia posiada porozumienie z Ewangelickim Kościołem Waldensów o wzajemnym uznaniu urzędu duchownego, chrztu i komunii
W 1995 Unia zawarła układ z Republiką Włoską określający jej położenie prawne
Zwierzchnikiem Unii jest obecnie pastor Raffaele Volpe.
Duchowni Unii kształcą się w Waldensiańskim Fakultecie Teologicznym w Rzymie.

## Literatura
- Italy, Baptist History in, [w:] A Dictionary of European Baptist Life and Thought, red. John H.Y. Briggs, Milton Keynes – Colorado Springs 2009 ISBN 978-1-84227-535-1 s. 272-273.
- Italy, [w:] William H. Brackney, Historical Dictionary of Baptists, Lanham – London 1999, s. 230.